# A Little Thing Called Murder
Pour plus de détails, voir Fiche technique et Distribution.
A Little Thing Called Murder est un téléfilm américain réalisé par Richard Benjamin, diffusé pour la première fois en 2006 sur Lifetime.

## Fiche technique
- Titre : A Little Thing Called Murder
- Réalisation : Richard Benjamin
- Scénario : Randy Stone et Teena Booth d'après le livre de Jeanne King
- Photographie : Robert McLachlan (en)
- Musique : John Frizzell
- Pays d'origine : États-Unis
- Genre : comédie dramatique
- Date de première diffusion : 2006

## Distribution
- Judy Davis : Sante Kimes
- Jonathan Jackson : Kenny Kimes
- Chelcie Ross : Ken Sr.
- Cynthia Stevenson : Beverly Bates
- Garry Chalk : Jake
- John Furey : Lt. Harold Evans
- Alexander Ludwig : Kenny à 11-12 ans
- Allison Hossack : Procureur Eleanor Hunt
- Christine Willes : Loretta
- Karin Konoval : Juge
- Ryan Robbins : Shawn Little
- Jerry Wasserman : Jack Reynolds
- Dan Joffre : policier
- Jody Thompson : la présidente
- Aaron Pearl : Shériff
- Ryan Kennedy : Randy Bates